# Nikolái Kuznetsov (remero)
Nikolái Kuznetsov –en ruso, Николай Кузнецов– (1 de julio de 1953) es un deportista soviético que compitió en remo.
Participó en los Juegos Olímpicos de Montreal 1976, obteniendo una medalla de bronce en la prueba cuatro sin timonel. Ganó tres medallas en el Campeonato Mundial de Remo entre los años 1974 y 1978.

## Palmarés internacional
| Juegos Olímpicos   | Juegos Olímpicos          | Juegos Olímpicos  | Juegos Olímpicos   |
| Año                | Lugar                     | Medalla           | Prueba             |
| ------------------ | ------------------------- | ----------------- | ------------------ |
| 1976               | Montreal (Canadá)         | Medalla de bronce | Cuatro sin timonel |
| Campeonato Mundial |                           |                   |                    |
| Año                | Lugar                     | Medalla           | Prueba             |
| 1974               | Lucerna (Suiza)           | Medalla de plata  | Cuatro sin timonel |
| 1975               | Nottingham (Reino Unido)  | Medalla de plata  | Cuatro sin timonel |
| 1978               | Cambridge (Nueva Zelanda) | Medalla de oro    | Cuatro sin timonel |